# بات فيلان
بات فيلان (بالإنجليزية: Pat Phelan)‏ (16 يناير 1985 بهيوستن في الولايات المتحدة - ) هو لاعب كرة قدم أمريكي في مركز الوسط. شارك مع منتخب الولايات المتحدة تحت 18 سنة لكرة القدم ومنتخب الولايات المتحدة تحت 20 سنة لكرة القدم. أما مع النوادي، فقد لعب مع سينايوين يالكابالوكيرهو ونادي تورونتو ونيو إنجلاند ريفولوشن وسان أنتونيو سكوربيونز.

## وصلات خارجية
- بات فيلان على موقع الدوري الأمريكي (الإنجليزية)
- بات فيلان على موقع قاعدة بيانات كرة القدم.إي يو (الإنجليزية)
- بات فيلان على موقع Soccerway.com (الإنجليزية)